# FA Cup 1999-2000
La FA Cup 1999-2000 (conocida como The FA Cup sponsored by AXA, por razones de patrocinio) fue la 119ª edición del más antiguo torneo de fútbol reconocido en el mundo. Las semifinales y la final de esta edición fueron jugadas en el Estadio de Wembley por última vez antes de comenzar su demolición y reconstrucción.
El italiano Roberto Di Matteo dio la victoria al Chelsea en la final, con un solitario gol en la victoria por 1-0 sobre el Aston Villa.
El defensor del título, el Manchester United, no participó en esta edición debido a su participación en el Campeonato Mundial de Clubes de la FIFA 2000 en Brasil; fue la primera edición de la FA Cup en que el campeón vigente no participó.

## Calendario
| Ronda                        | Fecha                    | Partidos | Clubes    | Premio     |
| ---------------------------- | ------------------------ | -------- | --------- | ---------- |
| Ronda preliminar             | 21 de agosto de 1999     | 166      | 558 → 392 | £1,000     |
| Primera ronda clasificatoria | 4 de septiembre de 1999  | 116      | 392 → 276 | £2,250     |
| Segunda ronda clasificatoria | 18 de septiembre de 1999 | 80       | 276 → 196 | £3,750     |
| Tercera ronda clasificatoria | 2 de octubre de 1999     | 40       | 196 → 156 | £5,000     |
| Cuarta ronda clasificatoria  | 16 de octubre de 1999    | 32       | 156 → 124 | £10,000    |
| Primera ronda                | 30 de octubre de 1999    | 40       | 124 → 84  | £16,000    |
| Segunda ronda                | 19 de noviembre de 1999  | 20       | 84 → 64   | £24,000    |
| Tercera ronda                | 11 de diciembre de 1999  | 32       | 64 → 32   | £40,000    |
| Cuarta ronda                 | 8 de enero de 2000       | 16       | 32 → 16   | £60,000    |
| Octavos de final             | 29 de enero de 2000      | 8        | 16 → 8    | £120,000   |
| Cuartos de final             | 19 de febrero de 2000    | 4        | 8 → 4     | £300,000   |
| Semifinales                  | 2 de abril de 2000       | 2        | 4 → 2     | £900,000   |
| Final                        | 20 de mayo de 2000       | 1        | 2 → 1     | £1,000,000 |

## Primera ronda
| No | Local                  | Resultado | Visita                 |
| --- | ---------------------- | --------- | ---------------------- |
| 1 | Aldershot Town         | 1–1       | Hednesford Town        |
| replay | Hednesford Town        | 1–2       | Aldershot Town         |
| 2 | Barnet                 | 0–1       | Burnley                |
| 3 | Bath City              | 0–2       | Hendon                 |
| 4 | Blackpool              | 2–0       | Stoke City             |
| 5 | Brentford              | 2–2       | Plymouth Argyle        |
| replay | Plymouth Argyle        | 2–1       | Brentford              |
| 6 | Bristol City           | 3–2       | Mansfield Town         |
| 7 | Bristol Rovers         | 0–1       | Preston North End      |
| 8 | Burton Albion          | 0–0       | Rochdale               |
| replay | Rochdale               | 3–0       | Burton Albion          |
| 9 | Cambridge City         | 0–2       | Wigan Athletic         |
| 10 | Cambridge United       | 1–0       | Gateshead              |
| 11 | Cheltenham Town        | 1–1       | Gillingham             |
| replay | Gillingham             | 3–2       | Cheltenham Town        |
| 12 | Chesterfield           | 1–2       | Enfield                |
| 13 | Darlington             | 2–1       | Southport              |
| 14 | Doncaster Rovers       | 0–2       | Halifax Town           |
| 15 | Exeter City            | 2–1       | Eastwood Town          |
| 16 | Forest Green Rovers    | 6–0       | Guiseley               |
| 17 | Hartlepool United      | 1–0       | Millwall               |
| 18 | Hayes                  | 2–1       | Runcorn                |
| 19 | Hereford United        | 1–0       | York City              |
| 20 | Ilkeston Town          | 2–1       | Carlisle United        |
| 21 | Leyton Orient          | 1–1       | Cardiff City           |
| replay | Cardiff City           | 3–1       | Leyton Orient          |
| 22 | Lincoln City           | 1–0       | Welling United         |
| 23 | Luton Town             | 4–2       | Kingstonian            |
| 24 | Macclesfield Town      | 0–0       | Hull City              |
| replay | Hull City              | 4–0       | Macclesfield Town      |
| 25 | Merthyr Tydfil         | 2–2       | Stalybridge Celtic     |
| replay | Stalybridge Celtic     | 3–1       | Merthyr Tydfil         |
| 26 | Notts County           | 1–1       | Bournemouth            |
| replay | Bournemouth            | 4–2       | Notts County           |
| 27 | Oldham Athletic        | 4–0       | Chelmsford City        |
| 28 | Oxford United          | 3–2       | Morecambe              |
| 29 | Peterborough United    | 1–1       | Brighton & Hove Albion |
| replay | Brighton & Hove Albion | 3–0       | Peterborough United    |
| 30 | Reading                | 4–2       | Yeovil Town            |
| 31 | Rotherham United       | 3–0       | Worthing               |
| 32 | Rushden & Diamonds     | 2–0       | Scunthorpe United      |
| 33 | Shrewsbury Town        | 2–1       | Northampton Town       |
| 34 | St Albans City         | 0–2       | Bamber Bridge          |
| 35 | Swansea City           | 2–1       | Colchester United      |
| 36 | Tamworth               | 2–2       | Bury                   |
| replay | Bury                   | 2–1       | Tamworth               |
| 37 | Torquay United         | 1–0       | Southend United        |
| 38 | Whyteleafe             | 0–0       | Chester City           |
| replay | Chester City           | 3–1       | Whyteleafe             |
| 39 | Wrexham                | 1–1       | Kettering Town         |
| replay | Kettering Town         | 0–2       | Wrexham                |
| 40 | Wycombe Wanderers      | 1–1       | Oxford City            |
| replay(1) | Oxford City            | 0–1       | Wycombe Wanderers      |
| (1) El replay fue suspendido luego del tiempo extra debido a un incendio en el estadio. El resultado final fue 1-1. |                        |           |                        |

## Segunda ronda
| No     | Local                  | Resultado | Visita                 |
| ------ | ---------------------- | --------- | ---------------------- |
| 1      | Blackpool              | 2–0       | Hendon                 |
| 2      | Bournemouth            | 0–2       | Bristol City           |
| 3      | Burnley                | 2–0       | Rotherham United       |
| 4      | Bury                   | 0–0       | Cardiff City           |
| replay | Cardiff City           | 1–0       | Bury                   |
| 5      | Cambridge United       | 1–0       | Bamber Bridge          |
| 6      | Exeter City            | 2–0       | Aldershot Town         |
| 7      | Forest Green Rovers    | 0–3       | Torquay United         |
| 8      | Gillingham             | 3–1       | Darlington             |
| 9      | Hayes                  | 2–2       | Hull City              |
| replay | Hull City              | 3–2       | Hayes                  |
| 10     | Hereford United        | 1–0       | Hartlepool United      |
| 11     | Ilkeston Town          | 1–1       | Rushden & Diamonds     |
| replay | Rushden & Diamonds     | 3–0       | Ilkeston Town          |
| 12     | Luton Town             | 2–2       | Lincoln City           |
| replay | Lincoln City           | 0–1       | Luton Town             |
| 13     | Oldham Athletic        | 1–0       | Swansea City           |
| 14     | Plymouth Argyle        | 0–0       | Brighton & Hove Albion |
| replay | Brighton & Hove Albion | 1–2       | Plymouth Argyle        |
| 15     | Preston North End      | 0–0       | Enfield                |
| replay | Enfield                | 0–3       | Preston North End      |
| 16     | Reading                | 1–1       | Halifax Town           |
| replay | Halifax Town           | 0–1       | Reading                |
| 17     | Shrewsbury Town        | 2–2       | Oxford United          |
| replay | Oxford United          | 2–1       | Shrewsbury Town        |
| 18     | Stalybridge Celtic     | 1–2       | Chester City           |
| 19     | Wrexham                | 2–1       | Rochdale               |
| 20     | Wycombe Wanderers      | 2–2       | Wigan Athletic         |
| replay | Wigan Athletic         | 2–1       | Wycombe Wanderers      |

## Tercera ronda
| No                                           | Local                | Resultado | Visita                  | Asistencia |
| -------------------------------------------- | -------------------- | --------- | ----------------------- | ---------- |
| 1                                            | Arsenal              | 3–1       | Blackpool               | 34,143     |
| 2                                            | Aston Villa          | 2–1       | Darlington              | 22,101     |
| 3                                            | Bolton Wanderers     | 1–0       | Cardiff City            | 5,734      |
| 4                                            | Cambridge United     | 2–0       | Crystal Palace          | 5,631      |
| 5                                            | Charlton Athletic    | 2–1       | Swindon Town            | 10,939     |
| 6                                            | Chester City         | 1–4       | Manchester City         | 5,469      |
| 7                                            | Crewe Alexandra      | 1–2       | Bradford City           | 6,571      |
| 8                                            | Derby County         | 0–1       | Burnley                 | 23,400     |
| 9                                            | Exeter City          | 0–0       | Everton                 | 6,045      |
| replay                                       | Everton              | 1–0       | Exeter City             | 16,869     |
| 10                                           | Fulham               | 2–2       | Luton Town              | 8,251      |
| replay                                       | Luton Town           | 0–3       | Fulham                  | 8,170      |
| 11                                           | Grimsby Town         | 3–2       | Stockport County        | 3,400      |
| 12                                           | Hereford United      | 0–0       | Leicester City          | 7,795      |
| replay                                       | Leicester City       | 2–1       | Hereford United         | 12,157     |
| 13                                           | Huddersfield Town    | 0–2       | Liverpool               | 23,678     |
| 14                                           | Hull City            | 1–6       | Chelsea                 | 10,279     |
| 15                                           | Ipswich Town         | 0–1       | Southampton             | 14,383     |
| 16                                           | Leeds United         | 2–0       | Port Vale               | 11,912     |
| 17                                           | Norwich City         | 1–3       | Coventry City           | 15,702     |
| 18                                           | Nottingham Forest    | 1–1       | Oxford United           | 8,079      |
| replay                                       | Oxford United        | 1–3       | Nottingham Forest       | 7,191      |
| 19                                           | Preston North End    | 2–1       | Oldham Athletic         | 9,940      |
| 20                                           | Queens Park Rangers  | 1–1       | Torquay United          | 8,843      |
| replay                                       | Torquay United       | 2–3       | Queens Park Rangers     | 5,232      |
| 21                                           | Reading              | 1–1       | Plymouth Argyle         | 8,536      |
| replay                                       | Plymouth Argyle      | 1–0       | Reading                 | 8,965      |
| 22                                           | Sheffield United     | 1–1       | Rushden & Diamonds      | 10,104     |
| replay                                       | Rushden & Diamonds   | 1–1       | Sheffield United        | 6,010      |
| Sheffield United ganó por 6-5 en los penales |                      |           |                         |            |
| 23                                           | Sheffield Wednesday  | 1–0       | Bristol City            | 11,644     |
| 24                                           | Sunderland           | 1–0       | Portsmouth              | 26,535     |
| 25                                           | Tottenham Hotspur    | 1–1       | Newcastle United        | 33,116     |
| replay                                       | Newcastle United     | 6–1       | Tottenham Hotspur       | 35,415     |
| 26                                           | Tranmere Rovers      | 1–0       | West Ham United         | 13,629     |
| 27                                           | Walsall              | 1–1       | Gillingham              | 4,314      |
| replay                                       | Gillingham           | 2–1       | Walsall                 | 6,538      |
| 28                                           | Watford              | 0–1       | Birmingham City         | 8,144      |
| 29                                           | West Bromwich Albion | 2–2       | Blackburn Rovers        | 10,609     |
| replay                                       | Blackburn Rovers     | 2–0       | West Bromwich Albion    | 11,766     |
| 30                                           | Wigan Athletic       | 0–1       | Wolverhampton Wanderers | 10,531     |
| 31                                           | Wimbledon            | 1–0       | Barnsley                | 4,505      |
| 32                                           | Wrexham              | 2–1       | Middlesbrough           | 11,755     |

## Cuarta ronda
| No                                              | Local               | Resultado | Visita              | Asistencia |
| ----------------------------------------------- | ------------------- | --------- | ------------------- | ---------- |
| 1                                               | Liverpool           | 0–1       | Blackburn Rovers    | 32,839     |
| 2                                               | Gillingham          | 3–1       | Bradford            | 7,091      |
| 3                                               | Aston Villa         | 1–0       | Southampton         | 25,025     |
| 4                                               | Sheffield Wednesday | 1–1       | Wolves              | 18,506     |
| replay                                          | Wolves              | 0–0       | Sheffield Wednesday | 25,201     |
| Sheffield Wednesday ganó por 4-3 en los penales |                     |           |                     |            |
| 5                                               | Grimsby             | 0–2       | Bolton Wanderers    | 4,270      |
| 6                                               | Everton             | 2–0       | Birmingham          | 25,405     |
| 7                                               | Wrexham             | 1–2       | Cambridge United    | 7,186      |
| 8                                               | Tranmere            | 1–0       | Sunderland          | 17,344     |
| 9                                               | Newcastle           | 4–1       | Sheffield United    | 36,220     |
| 10                                              | Manchester City     | 2–5       | Leeds               | 29,240     |
| 11                                              | Fulham              | 3–0       | Wimbledon           | 16,877     |
| 12                                              | Coventry            | 3–0       | Burnley             | 22,774     |
| 13                                              | Plymouth            | 0–3       | Preston             | 10,824     |
| 14                                              | Chelsea             | 2–0       | Nottingham Forest   | 30,125     |
| 15                                              | Charlton            | 1–0       | QPR                 | 16,798     |
| 16                                              | Arsenal             | 0–0       | Leicester           | 35,710     |
| replay                                          | Leicester           | 0–0       | Arsenal             | 15,235     |
| Leicester ganó por 6-5 en los penales           |                     |           |                     |            |

## Octavos de final
La sorpresa de esta ronda fue la victoria del Gillingham (Division Two, tercera división) por 3-1 sobre el Sheffield Wednesday de la Premier League.
| 29 de enero de 2000 | Gillingham                                  | 3:1     | Sheffield Wednesday | Priestfield Stadium, Gillingham                      |                                                      |
|                     | - Saunders 70' - Thomson 72' - Southall 82' | Reporte | - 27' Sibon         | Asistencia: 10.130 espectadores Árbitro(s): M D Reed | Asistencia: 10.130 espectadores Árbitro(s): M D Reed |

| 31 de enero del 200 | Blackburn Rovers | 1:2     | Newcastle United   | Ewood Park, Blackburn                                   |                                                         |
|                     | - Jansen 25'     | Reporte | - 21'. 79' Shearer | Asistencia: 29.946 espectadores Árbitro(s): Paul Durkin | Asistencia: 29.946 espectadores Árbitro(s): Paul Durkin |

| 30 de enero de 2000 | Aston Villa             | 3:2     | Leeds United            | Villa Park, Birmingham                                    |                                                           |
|                     | - Carbone 32', 58', 69' | Reporte | - 13' Harte - 38' Bakke | Asistencia: 30.026 espectadores Árbitro(s): Graham Barber | Asistencia: 30.026 espectadores Árbitro(s): Graham Barber |

| 29 de enero de 2000 | Everton                    | 2:0     | Preston North End | Goodison Park, Liverpool                               |                                                        |
|                     | - Unsworth 64' - Moore 90' | Reporte |                   | Asistencia: 37.486 espectadores Árbitro(s): Mike Riley | Asistencia: 37.486 espectadores Árbitro(s): Mike Riley |

| 29 de enero de 2000 | Fulham        | 1:2     | Tranmere Rovers          | Craven Cottage, Londres                                   |                                                           |
|                     | - Coleman 18' | Reporte | - 9' Allison - 70' Kelly | Asistencia: 13.859 espectadores Árbitro(s): David Elleray | Asistencia: 13.859 espectadores Árbitro(s): David Elleray |

| 29 de enero de 2000 | Coventry City      | 2:3     | Charlton Athletic                      | Highfield Road, Coventry                                     |                                                              |
|                     | - Roussel 15', 21' | Reporte | - 40' Robinson - 45' Newton - 88' Hunt | Asistencia: 23.400 espectadores Árbitro(s): Dermot Gallagher | Asistencia: 23.400 espectadores Árbitro(s): Dermot Gallagher |

| 30 de noviembre de 2000 | Chelsea                | 2:1     | Leicester City | Stamford Bridge, Londres                                |                                                         |
|                         | - Poyet 35' - Weah 48' | Reporte | - 90' Elliott  | Asistencia: 30.141 espectadores Árbitro(s): Graham Poll | Asistencia: 30.141 espectadores Árbitro(s): Graham Poll |

| 29 de enero de 2000 | Cambridge United | 1:3     | Bolton Wanderers                   | Abbey Stadium, Cambridge                                 |                                                          |
|                     | - Benjamin 129'  | Reporte | - 53'. 75' Taylor - 86' Guðjohnsen | Asistencia: 7.523 espectadores Árbitro(s): M J Brandwood | Asistencia: 7.523 espectadores Árbitro(s): M J Brandwood |

## Cuartos de final
| 19 de febrero de 2000 | Bolton Wanderers | 1:0     | Charlton Athletic | University of Bolton Stadium, Bolton                    |                                                         |
|                       | - Guðjohnsen 47' | Reporte |                   | Asistencia: 20.131 espectadores Árbitro(s): Graham Poll | Asistencia: 20.131 espectadores Árbitro(s): Graham Poll |

| 20 de febrero de 2000 | Everton     | 1:2     | Aston Villa               | Goodison Park, Liverpool                                     |                                                              |
|                       | - Moore 20' | Reporte | - 16' Stone - 45' Carbone | Asistencia: 35.331 espectadores Árbitro(s): Dermot Gallagher | Asistencia: 35.331 espectadores Árbitro(s): Dermot Gallagher |

| 20 de febrero de 2000 | Tranmere Rovers           | 2:3     | Newcastle United                      | Prenton Park, Birkenhead                               |                                                        |
|                       | - Allison 45' - Jones 76' | Reporte | - 27' Speed - 36' Domi - 58' Ferguson | Asistencia: 15.776 espectadores Árbitro(s): Steve Dunn | Asistencia: 15.776 espectadores Árbitro(s): Steve Dunn |

| 20 de febrero de 2000 | Chelsea                                                  | 5:0     | Gillingham | Stamford Bridge, Londres                                |                                                         |
|                       | - Flo 16' - Terry 49' - Weah 50' - Zola 85' - Morris 88' | Reporte |            | Asistencia: 34.205 espectadores Árbitro(s): Paul Durkin | Asistencia: 34.205 espectadores Árbitro(s): Paul Durkin |

## Semifinales
Aston Villa no llegaba a una final de FA Cup desde 1957.
| 2 de abril de 2000 | Aston Villa | 0:0 (4:1 p.) | Bolton Wanderers | Wembley, Londres                                          |                                                           |
|                    |             | Reporte      |                  | Asistencia: 62.828 espectadores Árbitro(s): David Elleray | Asistencia: 62.828 espectadores Árbitro(s): David Elleray |

| 9 de abril de 2000 | Chelsea          | 2:1     | Newcastle United | Wembley, Londres                                             |                                                              |
|                    | - Poyet 17', 72' | Reporte | - 66' Lee        | Asistencia: 73.876 espectadores Árbitro(s): Dermot Gallagher | Asistencia: 73.876 espectadores Árbitro(s): Dermot Gallagher |

## Final

### Desarrollo
Luego de un pobre primer tiempo, llegó una segunda parte llena de oportunidades y mejor juego. El delantero del Chelsea, George Weah falló muchas oportunidades, a eso sumado un gol anulado a Dennis Wise por posición de adelanto. Al minuto 73, Roberto Di Matteo anotó el que sería el gol de la victoria para el club de Londres, aprovechando un error del portero David James.

### Partido
| 1     | POR   | Ed de Goey         |     |
| 15    | DEF   | Mario Melchiot     |     |
| 6     | DEF   | Marcel Desailly    |     |
| 5     | DEF   | Frank Leboeuf      |     |
| 3     | DEF   | Celestine Babayaro |     |
| 7     | MED   | Didier Deschamps   |     |
| 16    | MED   | Roberto Di Matteo  |     |
| 11    | MED   | Dennis Wise        |     |
| 8     | MED   | Gustavo Poyet      |     |
| 25    | DEL   | Gianfranco Zola    | 89' |
| 31    | DEL   | George Weah        | 88' |
| D. T. | D. T. | Gianluca Vialli    |     |

| 1     | POR   | David James      |     |
| 24    | DEF   | Mark Delaney     |     |
| 5     | DEF   | Ugo Ehiogu       |     |
| 4     | DEF   | Gareth Southgate |     |
| 15    | DEF   | Gareth Barry     |     |
| 3     | MED   | Alan Wright      | 88' |
| 6     | MED   | George Boateng   |     |
| 10    | MED   | Paul Merson      |     |
| 7     | MED   | Ian Taylor       | 79' |
| 18    | DEL   | Benito Carbone   | 79' |
| 9     | DEL   | Dion Dublin      |     |
| D. T. | D. T. | John Gregory     |     |

| 19 | DEL | Tore André Flo | 88' |
| 20 | DEL | Jody Morris    | 89' |

| 26 | MED | Steve Stone    | 79' |
| 12 | DEL | Julian Joachim | 79' |
| 17 | MED | Lee Hendrie    | 88' |

| 73' | Roberto Di Matteo | 1:0 |

| 18' · 28' · 90' | Mario Melchiot Dennis Wise Gus Poyet |

| 16' · 90' | Gareth Barry George Boateng |

| Principal | Graham Poll |

|  |                   |    |    |
|  | Tiros             | 5  | 11 |
|  | Faltas            | 17 | 14 |
|  | Saques de esquina | 2  | 3  |
|  | Fueras de juego   | 5  | 2  |

| 1     | POR   | Ed de Goey         |     |
| 15    | DEF   | Mario Melchiot     |     |
| 6     | DEF   | Marcel Desailly    |     |
| 5     | DEF   | Frank Leboeuf      |     |
| 3     | DEF   | Celestine Babayaro |     |
| 7     | MED   | Didier Deschamps   |     |
| 16    | MED   | Roberto Di Matteo  |     |
| 11    | MED   | Dennis Wise        |     |
| 8     | MED   | Gustavo Poyet      |     |
| 25    | DEL   | Gianfranco Zola    | 89' |
| 31    | DEL   | George Weah        | 88' |
| D. T. | D. T. | Gianluca Vialli    |     |

| 1     | POR   | David James      |     |
| 24    | DEF   | Mark Delaney     |     |
| 5     | DEF   | Ugo Ehiogu       |     |
| 4     | DEF   | Gareth Southgate |     |
| 15    | DEF   | Gareth Barry     |     |
| 3     | MED   | Alan Wright      | 88' |
| 6     | MED   | George Boateng   |     |
| 10    | MED   | Paul Merson      |     |
| 7     | MED   | Ian Taylor       | 79' |
| 18    | DEL   | Benito Carbone   | 79' |
| 9     | DEL   | Dion Dublin      |     |
| D. T. | D. T. | John Gregory     |     |

| 19 | DEL | Tore André Flo | 88' |
| 20 | DEL | Jody Morris    | 89' |

| 26 | MED | Steve Stone    | 79' |
| 12 | DEL | Julian Joachim | 79' |
| 17 | MED | Lee Hendrie    | 88' |

| 73' | Roberto Di Matteo | 1:0 |

| 18' · 28' · 90' | Mario Melchiot Dennis Wise Gus Poyet |

| 16' · 90' | Gareth Barry George Boateng |

| Principal | Graham Poll |

|  |                   |    |    |
|  | Tiros             | 5  | 11 |
|  | Faltas            | 17 | 14 |
|  | Saques de esquina | 2  | 3  |
|  | Fueras de juego   | 5  | 2  |

| 1     | POR   | Ed de Goey         |     |
| 15    | DEF   | Mario Melchiot     |     |
| 6     | DEF   | Marcel Desailly    |     |
| 5     | DEF   | Frank Leboeuf      |     |
| 3     | DEF   | Celestine Babayaro |     |
| 7     | MED   | Didier Deschamps   |     |
| 16    | MED   | Roberto Di Matteo  |     |
| 11    | MED   | Dennis Wise        |     |
| 8     | MED   | Gustavo Poyet      |     |
| 25    | DEL   | Gianfranco Zola    | 89' |
| 31    | DEL   | George Weah        | 88' |
| D. T. | D. T. | Gianluca Vialli    |     |

| 1     | POR   | David James      |     |
| 24    | DEF   | Mark Delaney     |     |
| 5     | DEF   | Ugo Ehiogu       |     |
| 4     | DEF   | Gareth Southgate |     |
| 15    | DEF   | Gareth Barry     |     |
| 3     | MED   | Alan Wright      | 88' |
| 6     | MED   | George Boateng   |     |
| 10    | MED   | Paul Merson      |     |
| 7     | MED   | Ian Taylor       | 79' |
| 18    | DEL   | Benito Carbone   | 79' |
| 9     | DEL   | Dion Dublin      |     |
| D. T. | D. T. | John Gregory     |     |

| 19 | DEL | Tore André Flo | 88' |
| 20 | DEL | Jody Morris    | 89' |

| 26 | MED | Steve Stone    | 79' |
| 12 | DEL | Julian Joachim | 79' |
| 17 | MED | Lee Hendrie    | 88' |

| 73' | Roberto Di Matteo | 1:0 |

| 18' · 28' · 90' | Mario Melchiot Dennis Wise Gus Poyet |

| 16' · 90' | Gareth Barry George Boateng |

| Principal | Graham Poll |

|  |                   |    |    |
|  | Tiros             | 5  | 11 |
|  | Faltas            | 17 | 14 |
|  | Saques de esquina | 2  | 3  |
|  | Fueras de juego   | 5  | 2  |

| 1     | POR   | Ed de Goey         |     |
| 15    | DEF   | Mario Melchiot     |     |
| 6     | DEF   | Marcel Desailly    |     |
| 5     | DEF   | Frank Leboeuf      |     |
| 3     | DEF   | Celestine Babayaro |     |
| 7     | MED   | Didier Deschamps   |     |
| 16    | MED   | Roberto Di Matteo  |     |
| 11    | MED   | Dennis Wise        |     |
| 8     | MED   | Gustavo Poyet      |     |
| 25    | DEL   | Gianfranco Zola    | 89' |
| 31    | DEL   | George Weah        | 88' |
| D. T. | D. T. | Gianluca Vialli    |     |

| 1     | POR   | David James      |     |
| 24    | DEF   | Mark Delaney     |     |
| 5     | DEF   | Ugo Ehiogu       |     |
| 4     | DEF   | Gareth Southgate |     |
| 15    | DEF   | Gareth Barry     |     |
| 3     | MED   | Alan Wright      | 88' |
| 6     | MED   | George Boateng   |     |
| 10    | MED   | Paul Merson      |     |
| 7     | MED   | Ian Taylor       | 79' |
| 18    | DEL   | Benito Carbone   | 79' |
| 9     | DEL   | Dion Dublin      |     |
| D. T. | D. T. | John Gregory     |     |

| 19 | DEL | Tore André Flo | 88' |
| 20 | DEL | Jody Morris    | 89' |

| 26 | MED | Steve Stone    | 79' |
| 12 | DEL | Julian Joachim | 79' |
| 17 | MED | Lee Hendrie    | 88' |

| 73' | Roberto Di Matteo | 1:0 |

| 18' · 28' · 90' | Mario Melchiot Dennis Wise Gus Poyet |

| 16' · 90' | Gareth Barry George Boateng |

| Principal | Graham Poll |

|  |                   |    |    |
|  | Tiros             | 5  | 11 |
|  | Faltas            | 17 | 14 |
|  | Saques de esquina | 2  | 3  |
|  | Fueras de juego   | 5  | 2  |

|                       |
| Campeón               |
| Bandera de Inglaterra |
| Chelsea               |
| 3º título             |